# Jan Hendrik Bruinier
Jan Hendrik Bruinier (21 de outubro de 1971) é um matemático alemão.

## Obras
- com Gerard van der Geer, Günter Harder, Don Zagier The 1-2-3 of modular forms, Springer Verlag 2008 (autor de Hilbert modular forms and their application)
- Borcherds products on O(2,l) and Chern classes of Heegner divisors, Lecture Notes in Mathematics, Volume 1780, Springer Verlag 2002 (Habilitação)
- Infinite products in number theory and geometry, Jahresbericht DMV, Volume 106, 2004, p. 151-184 (zu Borcherds Produkten)